# Scaphiella simla
Espèce
Scaphiella simla est une espèce d'araignées aranéomorphes de la famille des Oonopidae.

## Distribution
Cette espèce se rencontre à la Trinité à Trinité-et-Tobago et au Venezuela dans l'État de Sucre,.

## Description
Le mâle décrit par Platnick et Dupérré en 2010 mesure 1,54 mm et la femelle 1,76 mm.

## Étymologie
Cette espèce est nommée en référence au lieu de sa découverte : Simla.

## Publication originale
- Chickering, 1968 : The genus Scaphiella (Araneae, Oonopidae) in Central America and the West Indies. Psyche, vol. 75, p. 135-156 (texte intégral).